# Veoh
Veoh（ヴィオ・ヴィデオ）は、かつて存在した動画共有サイトである。

## 特徴
Veohはユーザーが動画を投稿、共有することが可能であり、Stage6と同様にVeoh専用のダウンロード、アップロード用ソフト（Veohプレーヤー）を利用する事によってテレビの様なフルスクリーンで高画質な映像を楽しむことができる。
アップロードの方法は2種類あり、上記に記したVeohプレーヤーを利用する方法とYouTubeのようにブラウザ上でのアップロードがある。ブラウザ上でのアップロードの場合はPublish（パブリッシュ）のUploadで行う。どちらの方法もアップロードするにはユーザー登録を行いアカウントを作成する必要がある。
アップロードできる動画ファイルはAVI、WMV、QuickTime（拡張子がMOVのファイルが投稿でき、MQVのファイルはエラーメッセージが出るので投稿できない）、MPEG4（DivX、Xvid）など様々な形式のファイルがアップロードできる。
動画の容量は無制限であり、1GB近くの大容量な動画ファイルをアップロードする事が可能。Veohはよりサイト内の質を高めるため100MB以上のファイルをアップロードするよう推奨している。実際にVeohには800MB程のファイルサイズの動画も存在する。時間、容量ともに無制限であるため有名なハリウッド映画やアニメ映画が丸々一本アップロードされる場合もある。
Veohに動画をアップロードすると「YouTube」、「Google Video」、「MySpace」各サイトへ自動的に動画をアップロードをすることが可能で、ユーザーは一度のアップロードで同時に複数の動画共有サイトに動画をアップロードすることができる。このサービスを利用するには、各サイトのアカウントを作成し、Veoh Proに登録する必要がある。
Veohに投稿されている全ての動画は無料で閲覧できるが、30分以上の動画を閲覧するにはVeohの無料会員にならなくてはならない。
VeohがP2Pインターネットテレビと称するとおり、Veoh独自のファイル共有システムを応用することにより大容量な動画ファイルを容易にダウンロードすることができる。なお、ダウンロードしたビデオはiPodやその他携帯型プレーヤーなどでも再生が可能である。
YouTube等と同じように誰もが自由に動画をアップロードできることから著作権侵害が問題となっていた。

## その他
- ディズニーの元CEOのマイケル・アイズナーがVeoh Networksの取締役を勤めていた。
- Veoh Networksは、ゴールドマン・サックスやタイム・ワーナー、Intel Capitalなどのから7億ドルの出資を受けていた[1][2]。
- VeohからVeohTV(Veoh Web Player)で動画を保存すると.mp4、.aviで保存される場合がある。これはアップロードされた元の動画ファイルをダウンロードするためである。
- 他サイト経由で保存すると.fllで保存される。これは.flvから派生した形式でVeohの仕様変更によるものである。実際にはビデオコーデックにH.264を用いたFlash Videoである。この形式への変更当初は限られた動画プレイヤーのみでしか視聴できなかったが、後に様々な動画プレイヤーや外部コーデックで対応されたため変更当初に比べ視聴することが容易になった。
- Veohとはビオ、もしくはヴィオと読む。

## 歴史
- 2004年 - ドミトリー・シャピロが米カリフォルニア州サンディエゴで、ビオ・ネットワークス社（Veoh Networks）を設立する。
- 2005年9月 - Windows、Macに対応したビデオソフト「Veoh」をβ公開[3]。
- 2006年3月 - Webサイト「Veoh.com」のベータサービスを開始[4]。
- 2007年2月13日 - Veohを正式に公開[5][6][7]。
- 2010年2月11日 - 創設者ドミトリー・シャピロが、経営破綻したことを明らかにした。連邦倒産法第7章（チャプター7）による倒産処理手続を開始。[8]。
- 2010年4月8日 - イスラエルの企業Qlipsoが、経営破綻したVeoh Networksを買収。Veohの運営を継続しつつ、ソーシャル機能を組み込んでいく意向。[9]
- 2013年 - FC2が、Veohのサイト運営権を譲受[10]。
- 2014年11月 - iOS版Veohアプリをリリース[11]。
- 2024年11月11日 - FC2動画に吸収統合される形でVeohのサービスが終了した。